# Paragwaj (rzeka)
Paragwaj (hiszp. Río Paraguay, port. Rio Paraguai) – rzeka w Ameryce Południowej, w środkowej części kontynentu. Jej długość wynosi 2200 km, a powierzchnia dorzecza 1150 tys. km². Wypływa z Brazylii, z wyżyny Mato Grosso, z Serra dos Parecis. Przepływa przez kotlinę Pantanal i nizinę Gran Chaco.
W górnym biegu stanowi naturalną granicę między Brazylią a Paragwajem, a w dolnym – między Paragwajem a Argentyną. Na terenie Argentyny rzeka Paragwaj wpada do Parany, stanowiąc jej największy dopływ.

## Główne dopływy
- Tebicuary
- Pilcomayo[1]
- Negro
- Apa
- Nabileque
- Bermejo[1]

## Miasta nad rzeką Paragwaj
- Asunción
- Corumbá
- Concepción